# 千里セルシーシアター
千里セルシーシアター（せんりセルシーシアター）は、大阪府豊中市の千里ニュータウン（千里中央）に存在していた映画館（名画座）。

## データ
- 所在地 - 大阪府豊中市新千里東町1-5-2 千里セルシー地下1階
- アクセス - 大阪高速鉄道大阪モノレール線千里中央駅から徒歩2分、北大阪急行電鉄南北線千里中央駅から徒歩5分
- 座席数 - 90席
- 支配人 - 石川文男（2014年の閉館時）

## 歴史
1972年11月15日、千里中央駅前の中核となる複合商業施設・千里セルシーの開店とともに開館。飲食店などが集まる地階、閉館まで常にパチンコ屋の向かいという立地で営業した。初上映作品は『永遠のエルザ』（ジャック・クーファー監督）だった。
1994年頃にはいち早く会員システムを導入し、映画館が会員システムを採用するモデルケースとなったとされる。
1980年頃には豊中市内に7スクリーンの映画館が存在していたが、ひとつまたひとつと閉館し、1990年代以降は当館を残すのみとなった。2001年6月にいったんは休館となるも同年9月には事業主を変更して再開館し、2003年からはABCラジオの番組『ABCアシッド映画館』のパーソナリティだった平野秀朗が不定期で一日館長を務めた。また、2008年6月14日の『世界はときどき美しい』の上映時には、同作の監督だった御法川修が舞台挨拶で来館している。
映画上映集団RCSが上映作品のプロデュースを手掛けていた時期もあったが、2010年頃にプロデュースから撤退した。
観客数の低迷に加え、デジタルシネマ化への負担が大きいことを理由に、2014年8月31日に閉館。その日の最終上映作品は、『最強のふたり』（オリヴィエ・ナカシュ&エリック・トレダノ監督）だった。